# Thetidia caeruleo-viridis
Thetidia caeruleo-viridis är en fjärilsart som beskrevs av Burrows 1900. Thetidia caeruleo-viridis ingår i släktet Thetidia och familjen mätare. Inga underarter finns listade i Catalogue of Life.